# ويليام بيري (لاعب كريكت)
ويليام بيري (12 أكتوبر 1897 في المملكة المتحدة - 1951) (بالإنجليزية: Wilfred Berry)‏ هو لاعب كريكت بريطاني وبريطاني (وحمل سابقاً جنسية المملكة المتحدة لبريطانيا العظمى وأيرلندا). لعب مع نادي مقاطعة سومرست للكريكت ‏.